# Clan Ciołek
Ciołek (Taurus, Thaurus, Vitulus, Biała) est un blason de l’aristocratie polonaise. Il est mentionné pour la première fois en 1250.
Le plus ancien représentant connu du clan armorial Ciołek était Gosław de Drzewica (de la voïvodie de Łódź), mort en 1251.

## Membres notables
- Stanisław Ciołek (1382-1437), évêque de Poznań, chancelier du roi Władysław Jagiełło.
- Samuel Maciejowski, (1499-1550), évêque de Cracovie.
- Bernard Maciejowski (1548-1610), cardinal et primat de Pologne.
- Stanisław Poniatowski (1676-1762), castellan de Cracovie, le père du roi Stanisław II.
- Kazimierz Poniatowski (1721-1800), grand chambellan de la Couronne.
- Franciszek Józef Poniatowski (1723-1759), chanoine et prévôt de la cathédrale de Cracovie , chancelier de Gniezno .
- Ludwika Maria Poniatowska (1728-1781), épouse de Jan Jakub Zamoyski .
- Izabella Poniatowska (1730-1808), épouse de Jan Klemens Branicki , puis de Andrzej Mokronowski.
- Stanisław II de Pologne, né Stanisław August Poniatowski (1732-1798), roi de Pologne.
- Andrzej Poniatowski (1734-1773), général autrichien, prince du Saint-Empire , père de Józef Antoni .
- Michał Jerzy Poniatowski (en) (1736-1794), évêque de Płock, archevêque de Gniezno et primat de Pologne.
- Józef Antoni Poniatowski (1763-1813), neveu du roi de Pologne et maréchal d’Empire.
- Władysław Żeleński (1837-1921), compositeur.
- Tadeusz Boy-Żeleński (1874-1941), écrivain et poète polonais.